# تجارة الرقيق عبر الصحراء الكبرى
خلال تجارة العبيد العابرة للصحراء ،تم نقل العبيد من غرب أفريقيا عبر الصحراء إلى شمال أفريقيا ليتم بيعهم إلى الحضارات في البحر المتوسط والشرق الأوسط.كان جزءًا من التجارة عبر الصحراء.

## تجارة العبيد عبر الصحراء مبكرا
اعتمد الجرامنتيون بشكل كبير على العبيد من أفريقيا جنوب الصحراء. استخدموا العبيد في مجتمعاتهم المحلية لبناء وصيانة أنظمة الري تحت الأرض المعروفة لدى البربر بالفجارة. سجل المؤرخ اليوناني القديم هيرودوت في القرن الخامس قبل الميلاد أن الجرامنتيون استعبدوا الإثيوبيين الذين كانوا يعيشون في الكهوف وطاردوهم بعجلات حربية.
في بدايات الإمبراطورية الرومانية، أنشأت مدينة لبدة سوقًا للعبيد لشراء وبيع العبيد من الداخل الأفريقي. فرضت الإمبراطورية ضريبة جمركية على تجارة الرقيق. في القرن الخامس الميلادي، كانت قرطاج الرومانية تتاجر في العبيد السود الذين تم جلبهم عبر الصحراء. يبدو أن العبيد السود قد تم تقديرهم كعبيد منزليين لمظهرهم الغريب. يجادل بعض المؤرخين بأن حجم تجارة الرقيق في هذه الفترة ربما كان أعلى من العصور الوسطى بسبب ارتفاع الطلب على العبيد في الإمبراطورية الرومانية.
كان أسرى الحرب شائعًا في وادي النيل القديم وأفريقيا. في أوقات غزو وبعد الانتصار في المعارك، أخذ النوبيون القدماء عبيدًا من قبل المصريين القدماء. في المقابل، أخذ المصريون القدماء العبيد بعد فوزهم في المعارك مع الليبيين والكنعانيين والنوبيين.

## تجارة العبيد عبر الصحراء في العصور الوسطى

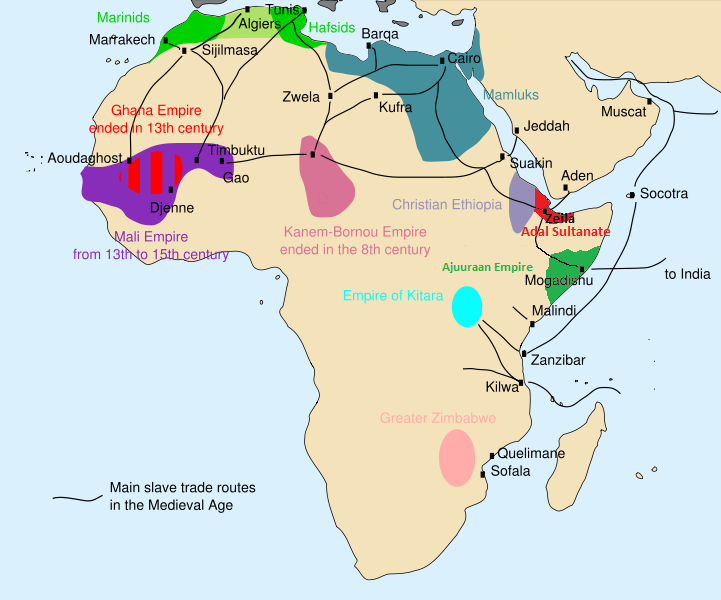
طرق تجارة الرقيق الرئيسية في أفريقيا في العصور الوسطى

استمرت تجارة الرقيق عبر الصحراء، التي تأسست في العصور القديمة،  خلال العصور الوسطى. بعد غزوها في القرن الثامن لشمال إفريقيا، غامر العرب والأمازيغ والمجموعات العرقية الأخرى بدخول أفريقيا جنوب الصحراء أولاً على طول وادي النيل باتجاه النوبة، وكذلك عبر الصحراء باتجاه غرب إفريقيا. كانوا مهتمين بالتجارة عبر الصحراء، وخاصة العبيد.
تم استخدام العبيد الذين تم جلبهم من جميع أنحاء الصحراء بشكل أساسي من قبل العائلات الثرية كخدم في المنازل،  ومحظيات.  خدم البعض في القوات العسكرية لمصر والمغرب.  في عام 641 أثناء معاهدة الباقت، وهي معاهدة بين دولة المقرة النوبية المسيحية والحكام المسلمين الجدد لمصر، وافق النوبيون على منح التجار المسلمين المزيد من الامتيازات التجارية بالإضافة إلى حصة في تجارة الرقيق.  كانت إمبراطورية برنو في الجزء الشرقي من النيجر أيضًا جزءًا نشطًا من تجارة الرقيق عبر الصحراء لمئات السنين.

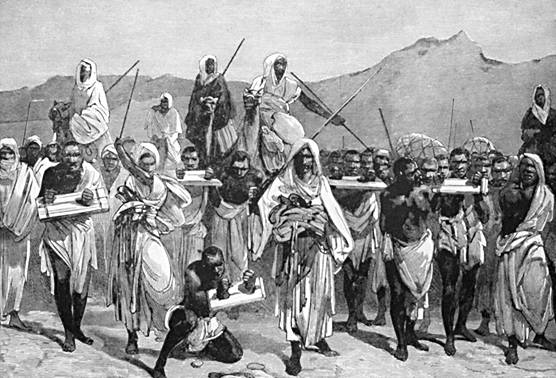
نقش من القرن التاسع عشر يصور قافلة تنقل العبيد الأفارقة السود عبر الصحراء.

في عام 1416، أخبر المقريزي كيف جلب الحجاج القادمون من تكرور (بالقرب من نهر السنغال ) 1700 عبد معهم إلى مكة. في شمال إفريقيا، كانت أسواق العبيد الرئيسية في المغرب والجزائر وطرابلس والقاهرة. تم إجراء المبيعات في الأماكن العامة أو في الأسواق. بعد أن استقر الأوروبيون في خليج غينيا، أصبحت تجارة العبيد عبر الصحراء أقل أهمية.
يروي ابن بطوطة ، الذي زار مملكة مالي الإفريقية القديمة في منتصف القرن الرابع عشر، أن السكان المحليين يتنافسون مع بعضهم البعض في عدد العبيد والخدام لديهم، وقد أُعطي هو نفسه عبدًا باعتباره «هدية ضيافة».
لقد تم استعباد العرب أحياناً في تجارة العبيد العابرة للصحراء، وتعرض بعضهم للإخصاء، وأشار ابن بطوطة إلى صفقات لبيع النساء العرب كعبدات في مكة، كما أنه قابل أَمَةً بالقرب من تمبكتو في مالي عام 1353، فتبين أنها دمشقية وتتحدث العربية بطلاقة، إذ امتلك بعض الحاكمين في غرب أفريقيا أيضاً عبدات ذوات أصول عربية، فبحسب المقريزي، تم بيع الفتيات ذوات البشرة الفاتحة لهم في مواسم الحج.

## تجارة العبيد عبر الصحراء متأخرا

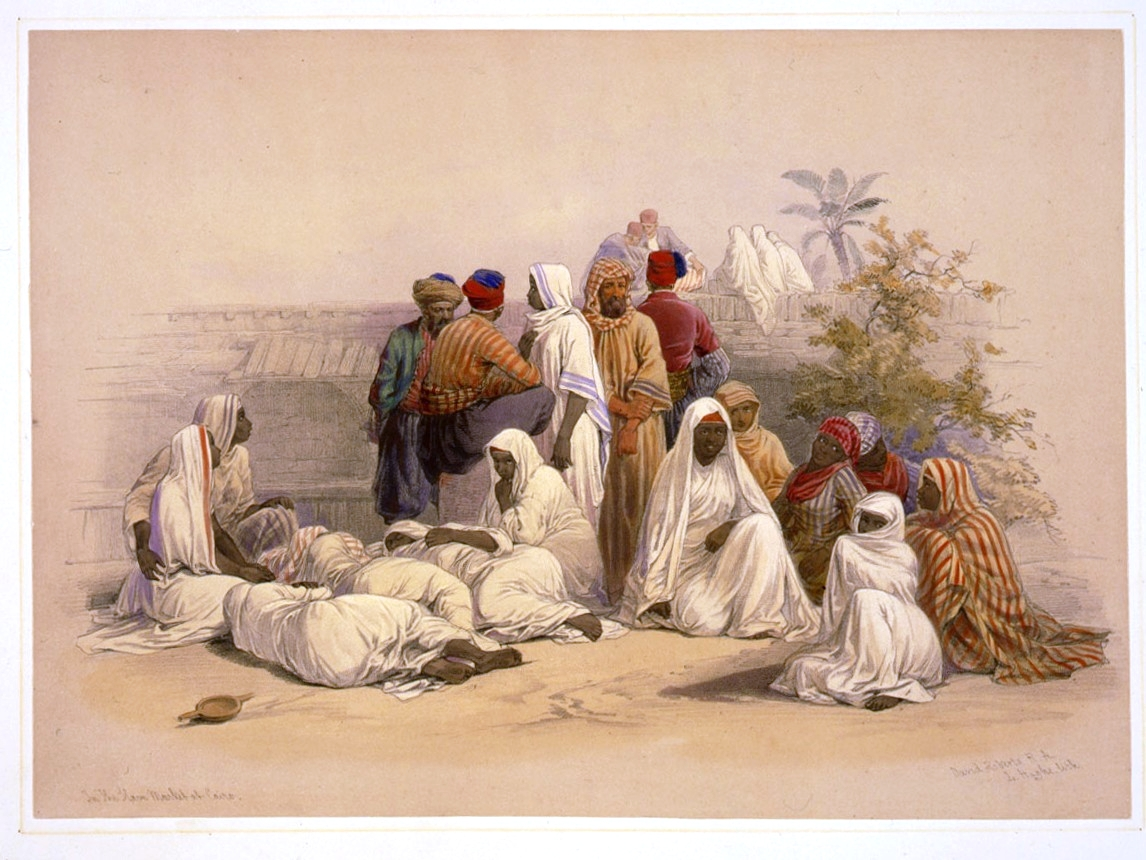
سوق العبيد في القاهرة. رسم ديفيد روبرتس، حوالي عام 1848.

في إفريقيا الوسطى، خلال القرنين السادس عشر والسابع عشر، بدأ تجار عبيد في غور المنطقة كجزء من التوسع في طرق العبيد في الصحراء الكبرى ونهر النيل. تم استعباد أسراهم وشحنهم إلى ساحل البحر الأبيض المتوسط وأوروبا والجزيرة العربية ونصف الكرة الغربي أو إلى موانئ ومصانع العبيد على طول سواحل غرب وشمال إفريقيا أو الجنوب على طول نهري أوبانكي والكونغو.
قام الطوارق وغيرهم من السكان الأصليين في ليبيا بتيسير التجارة من الجنوب وفرض الضرائب عليها وتنظيمها جزئيًا على طول طرق التجارة عبر الصحراء. في عقد 1830 - وهي الفترة التي ازدهرت فيها تجارة الرقيق - كان غدامس يتعامل مع 2500 عبد سنويًا.  على الرغم من إلغاء تجارة العبيد رسميًا في طرابلس عام 1853، إلا أنها استمرت عمليًا حتى تسعينيات القرن التاسع عشر.
كتب القنصل البريطاني في بنغازي عام 1875 أن تجارة الرقيق قد وصلت إلى مستوى هائل وأن سعر العبيد الذين تم بيعهم في الإسكندرية والقسطنطينية قد تضاعف أربع مرات. كتب أن هذه التجارة شجعتها الحكومة المحلية. كتب أدولف فيشر في مقال نُشر في عام 1911 ما يلي: «... قيل إن تجارة الرقيق لا تزال مستمرة على طريق بنغازي - وادي، ولكن من الصعب اختبار حقيقة مثل هذا التأكيد، على أي حال، حركة المرور تتم سرا». اكتشف الرحالة المصري أحمد حسنين بك في الكفرة عام 1916 أنه يستطيع شراء جارية بخمسة جنيهات إسترلينية بينما وجد عام 1923 أن السعر ارتفع إلى 30 إلى 40 جنيهاً إسترلينياً. مسافر آخر، وهو الدنماركي الذي اعتنق الإسلام كنود هولمبو، عبر الصحراء الإيطالية الليبية في عام 1930، وقيل له إن الرق لا يزال يمارس في الكفرة وأنه يمكنه شراء جارية مقابل 30 جنيهًا إسترلينيًا في سوق العبيد يوم الخميس. وفقًا لشهادة جيمس ريتشاردسون، عندما زار غدامس، كان معظم العبيد من بورنو. وفقًا لرائد بدر، بناءً على تقديرات التجارة عبر الصحراء، استقبلت تونس ما بين 1700 و1880 100000 عبد أسود، مقارنة بـ 65000 فقط دخلوا الجزائر، و400000 في ليبيا، و515000 في المغرب و800000 في مصر.

## طرق
وفقًا للأستاذ إبراهيما بابا كاكيه، كانت هناك أربعة طرق عبودية رئيسية إلى شمال إفريقيا، من شرق إفريقيا إلى غربها، ومن المغرب العربي إلى السودان، ومن طرابلس إلى وسط السودان ومن مصر إلى الشرق الأوسط. كانت مسارات القوافل، التي أقيمت في القرن التاسع، تتجاوز واحة الصحراء وكان السفر صعبًا لأسباب تتعلق بالمناخ والمسافة. منذ العصر الروماني، كانت القوافل الطويلة تنقل العبيد بالإضافة إلى جميع أنواع المنتجات لاستخدامها في المقايضة.

### المدن والموانئ المشاركة
| - شمال إفريقيا : - طنجة ( المغرب ) - مراكش (المغرب) - الجزائر ( الجزائر ) - طرابلس ( ليبيا ) - القاهرة ( مصر ) - أسوان (مصر) | - غرب إفريقيا : - اوداغوست ( موريتانيا ) - تمبكتو ( مالي ) - جاو (مالي) - بيلما ( النيجر ) - كانو ( نيجيريا ) |